# Mercedes Jellinek

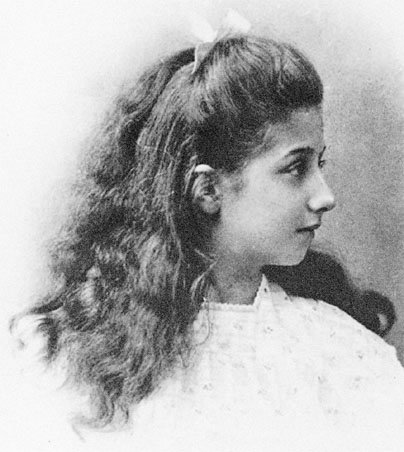
Adrienne Manuela Ramona Jellinek, conocida como Mercédès, a los 13 años.

La baronesa Mercédès Adrienne Manuela Ramona von Weigl, conocida como Mercédès, nacida Jellinek (Viena, 16 de septiembre de 1889 - 23 de febrero de 1929) fue hija del diplomático y empresario austriaco Emil Jellinek y de su esposa Rachel Goggmann Cenrobert, de origen judío. A ella se debe el nombre de la marca de automóviles Mercedes-Benz.
Recibió su nombre bautismal, María de las Mercedes Jellinek, en honor a la princesa de Asturias homónima, María de las Mercedes de Borbón y Habsburgo-Lorena.
En 1909 se casó en Niza con el barón vienés Karl Schlosser, con quien tuvo en 1912 a Elfriede y en 1916 a Hans-Peter. Divorciada en 1926, se casó en segundas nupcias con el escultor Rudolf von Weigl.
Falleció en 1929 debido a un cáncer óseo primario a sus 40 años de edad.